# (28933) 2000 SZ22
2000 أس زد 22 (ويعرف أيضًا باسم (28933) 2000 أس زد 22 وفق تسمية الكوكب الصغير) (بالإنجليزية: 2000 SZ22)‏ هو كويكب ضمن حزام الكويكبات؛ وترتيبه 28933 من حيث الاكتشاف.
اكتُشف هذا الجُرم الفلكي بواسطة كورادو كورليفيتش في 25 سبتمبر 2000.

## وصلات خارجية
- (28933) 2000 SZ22 في قاعدة بيانات مختبر الدفع النفاث لأجرام النظام الشمسي الصغيرة

- الاكتشاف · مخطط المدار ·  العناصر المدارية · المعلمات المادية

- (28933) 2000 SZ22 على موقع ويكي سكاي: DSS2, SDSS, GALEX, IRAS, Hydrogen α, X-Ray, Astrophoto, Sky Map, Articles and images